# Horizontalsonnenuhr

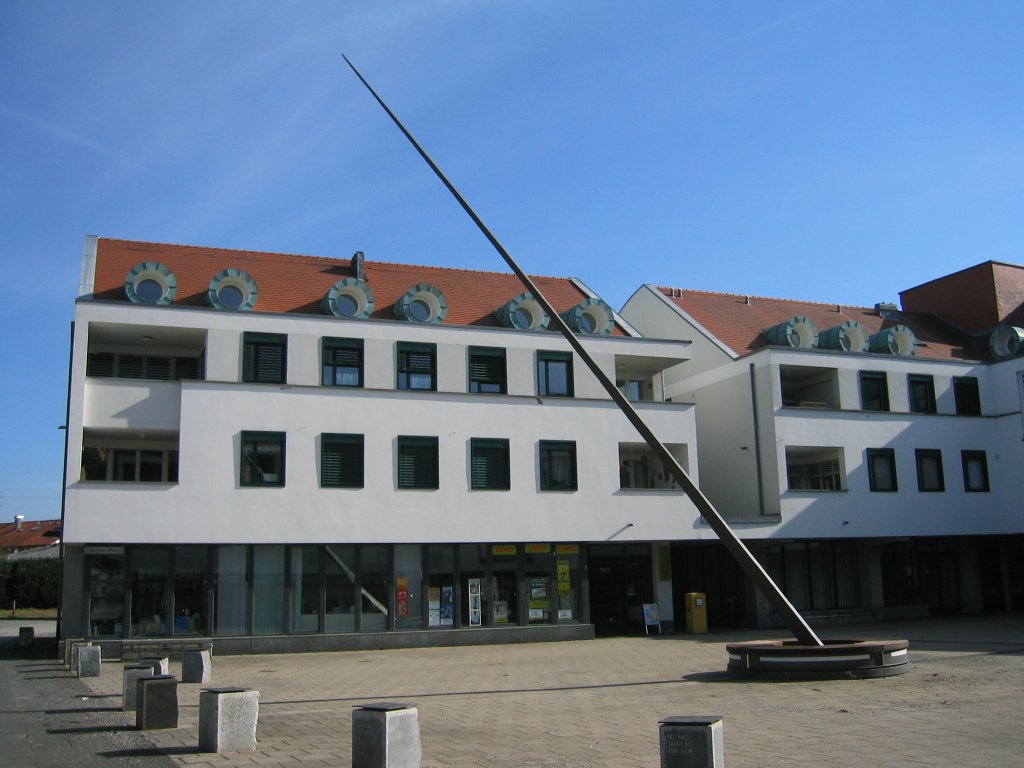
Boden-Sonnenuhr mit Polstab in Amtzell

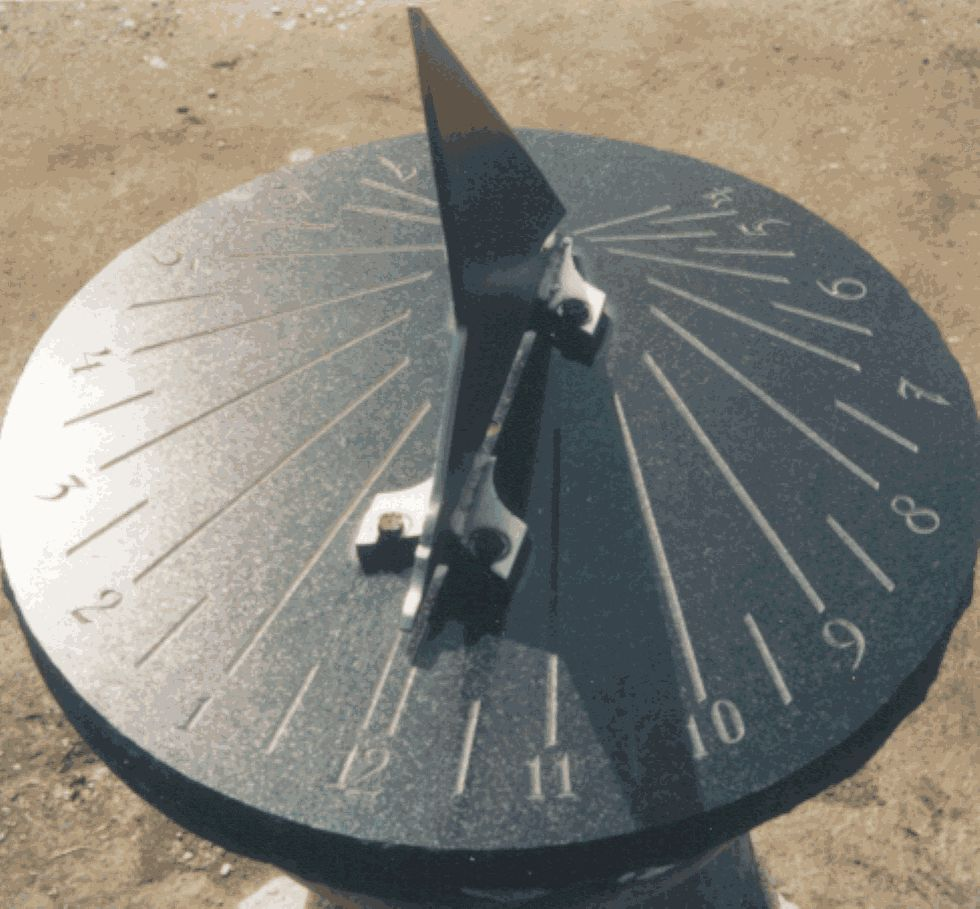
Tisch-Sonnenuhr mit Erdachs-paralleler Blechkante als Schattenwerfer in Stolpen

Die Horizontalsonnenuhr ist eine der möglichen Bauarten einer Sonnenuhr. Der Name kommt von der horizontalen Lage des Zifferblatts.
Im Gegensatz zur Vertikalsonnenuhr handelt es sich hierbei um eine Ganztagessonnenuhr, da sie auch die frühen Morgen- und die späten Abendstunden anzeigen kann.
In der Ausführung mit Polstab besteht die Skala nur aus Stundenlinien, die sich im Fußpunkt des Stabes treffen. Anders als bei der Äquatorialsonnenuhr haben die Stundenlinien nicht konstanten Abstand untereinander. Es gilt folgende Gleichung:
{\displaystyle \alpha =\arctan(\sin \phi \cdot \tan \tau )}
α ist der Winkel zwischen Stundenlinie und Meridian (Nord-Süd-Richtung), der außer einer Funktion des Stundenwinkels τ auch eine der Ortskonstanten Φ (geographische Breite) ist. Der Winkel α=0° gilt für die 12-Uhr-Linie (Wahre Ortszeit WOZ).  
Wird nur ein punktförmiger Schattenwerfer (Nodus) benutzt, kann aus der radialen Lage seines Schattens zusätzlich die Jahreszeit annähernd abgelesen werden. Zu diesem Zweck werden auf dem Zifferblatt Datumslinien (traditionell sieben Linien für die 12 Tierkreise, fünf können doppelt verwendet werden), die die Stundenlinien kreuzen, angebracht. 
Auf der Halde Hoheward im Ruhrgebiet wurde eine Horizontalsonnenuhr mit einem 8,5 Meter hohen Obelisken (mit einer Kugel als Nodus) eingerichtet. Der berühmte Obelisk des römischen Kaisers Augustus war etwa viermal höher, weshalb er nur als Mittagsweiser verwendet werden konnte (verschwommener Schattenpunkt bei zu großer Schattenweite).